# Smižany
Smižany este o comună slovacă, aflată în districtul Spišská Nová Ves din regiunea Košice, pe malul râului Hornád. Localitatea se află la altitudinea de 479 m deasupra n.m., se întinde pe o suprafață de 457 km2 și în 2017 număra 8.698 de locuitori.

## Istoric
Localitatea Smižany este atestată documentar din 1254.

## Demografie
| An:                | 1994 | 2004    | 2014   | 2024   |
| ------------------ | ---- | ------- | ------ | ------ |
| Număr de persoane: | 6592 | 8269    | 8623   | 8825   |
| Diferență:         |      | +25,43% | +4,28% | +2,34% |

| An:                | 2023 | 2024   |
| ------------------ | ---- | ------ |
| Număr de persoane: | 8828 | 8825   |
| Diferență:         |      | −0,03% |